# Dan Kori (Kanan-Bakaché)
Dan Kori (auch: Dankori) ist ein Dorf in der Landgemeinde Kanan-Bakaché in Niger.

## Geographie
Das von einem traditionellen Ortsvorsteher (chef traditionnel) geleitete Dorf befindet sich rund 15 Kilometer östlich des Hauptorts Kanan-Bakaché der gleichnamigen Landgemeinde, die zum Departement Mayahi in der Region Maradi gehört. Die Departementshauptstadt Mayahi liegt rund 32 Kilometer westlich von Dan Kori. Zu den Siedlungen in der näheren Umgebung des Dorfs zählen Issawane im Nordwesten, Zaroumèye im Osten und Raba im Süden.
Es herrscht das Klima der Sahelzone vor, mit einer durchschnittlichen jährlichen Niederschlagsmenge zwischen 300 und 400 mm. Rund fünf Kilometer nördlich von Dan Kori erhebt sich der 427 m hohe Hügel Koufay.

## Geschichte

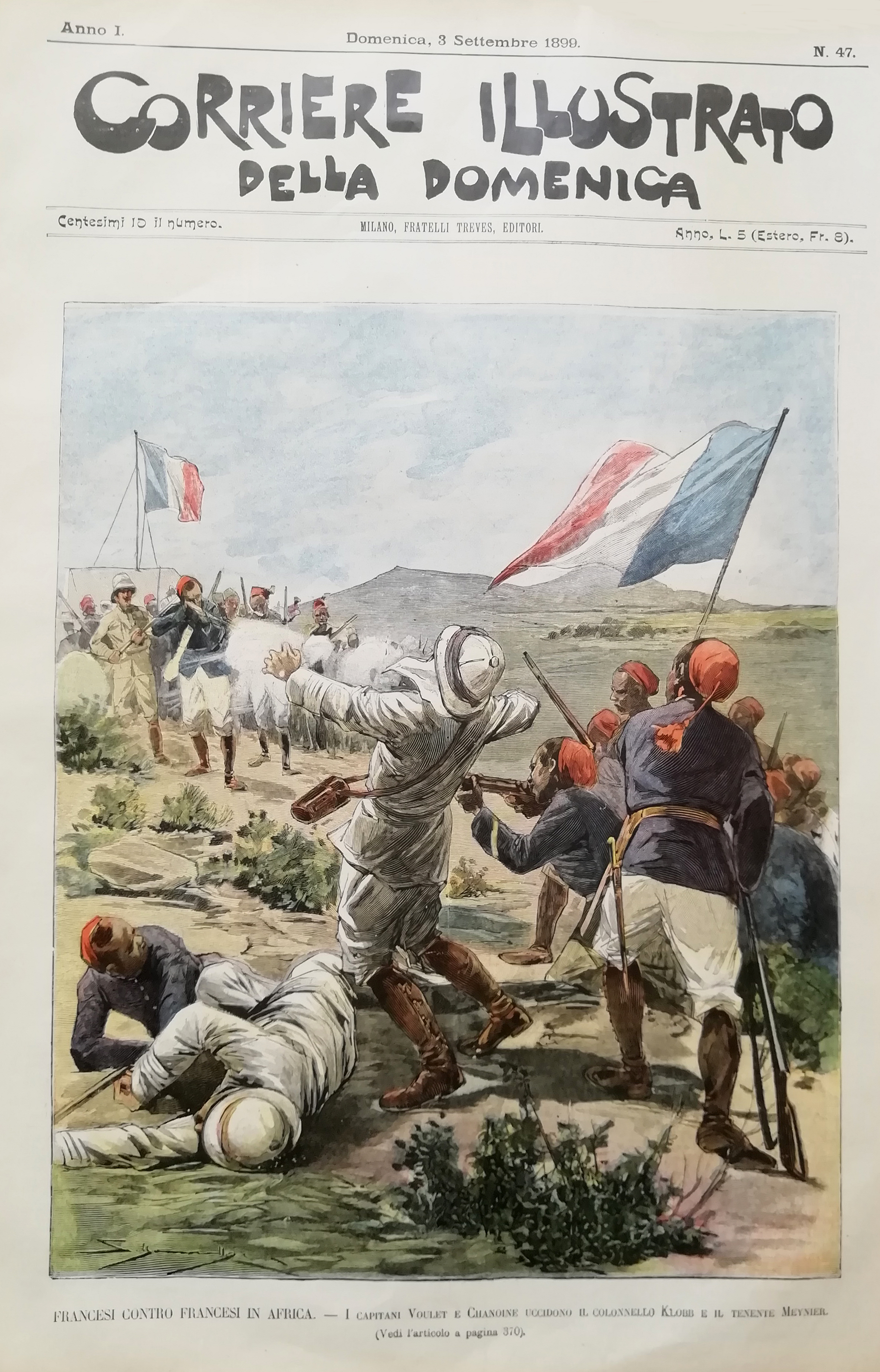
Titelblatt der Mailänder Zeitschrift Corriere Illustrato della Domenica vom 3. September 1899 mit einer Illustration zum Tod von Jean-François Klobb in Dan Kori

Dan Kori war 1899 der Schauplatz eines Aufsehen erregenden Vorfalls im Zuge der als Kolonialskandal geltenden französischen Mission Voulet-Chanoine. Der französische Offizier Jean-François Klobb hatte den Auftrag die außer Kontrolle geratene Militärexpedition, die unter der Führung der Offiziere Paul Voulet und Julien Chanoine stand, zu stoppen. Klobb erreichte die Mission am 14. Juli 1899 in Dan Kori, wo er auf Befehl von Voulet erschossen wurde. Die offene Insubordination Voulets gegenüber Frankreich, die sich ausgerechnet am französischen Nationalfeiertag ereignete, ging als „Drama von Dan Kori“ in die Geschichtsbücher ein. Klobbs Leiche wurde erst am 8. Dezember 1899 von der Mission Foureau-Lamy in Dan Kori geborgen und nach Zinder gebracht.
Am 5. Dezember 1958 kam es in Dan Kori zu gewaltsamen Auseinandersetzungen zwischen Anhängern der rivalisierenden Parteien PPN-RDA und Sawaba. Die Unruhen wurden durch einen alten Konflikt über den Posten des Ortsvorstehers befeuert und führten zu einem Dutzend Verletzten und zu Sachschäden. Dan Kori blieb noch für wenige Monate eine Sawaba-Hochburg, bis auch dort der PPN-RDA die Macht übernahm.

## Bevölkerung
Bei der Volkszählung 2012 hatte Dan Kori 5902 Einwohner, die in 578 Haushalten lebten. Bei der Volkszählung 2001 betrug die Einwohnerzahl 3972 in 480 Haushalten und bei der Volkszählung 1988 belief sich die Einwohnerzahl auf 2242 in 289 Haushalten.
Die Bevölkerungsdichte in diesem Gebiet ist für nigrische Verhältnisse hoch.

## Wirtschaft und Infrastruktur
Das Gebiet der Ebenen im südlichen Teil der Region Maradi, in dem Dan Kori liegt, ist von einer anhaltenden Degradation der ackerbaulichen Flächen gekennzeichnet, die mit der hohen Bevölkerungsdichte in Zusammenhang steht. Mit einem Centre de Santé Intégré (CSI) ist ein Gesundheitszentrum im Dorf vorhanden. Es gibt eine Schule. Als staatliche islamische Schule für Kinder wurde 2007 außerdem eine Medersa gegründet. Durch Dan Kori führt die 94 Kilometer lange Nationalstraße 40 zwischen Tessaoua und Belbédji. Es handelt sich um eine einfache Piste.